# Aizpurua
Aizpurua fue una unión de la provincia española de Guipúzcoa que aglutinaba las localidades de Alegría de Oria, Icazteguieta, Orendáin y Alzo.

## Historia
La unión se formó mediante una escritura de concordia en 1625, y en un principio aglutinaba las villas de Alegría de Oria, Icazteguieta y Orendáin. Alzo, que había formado parte de la de Bozue Mayor, se sumó a ellas en 1660. Aparece descrita en el Diccionario histórico-geográfico-descriptivo de los pueblos, valles, partidos, alcaldías y uniones de Guipúzcoa (1862) de Pablo de Gorosábel con las siguientes palabras:

AIZPURUA: union que se compone de las villas de Alegria, Icazteguieta, Orendain y Alzo. Se formó entre las tres primeras solamente por medio de una escritura de concordia que otorgaron el dia 7 de abril de 1625. Su contexto se redujo á establecer para tiempo de veinte y un años las tandas en que convinieron para el nombramiento del apoderado á las juntas de la provincia en representacion de los tres pueblos. Convinieron tambien en que la union celebrase sus juntas en Alegria en virtud de convocatoria del que estuviese en turno. La villa de Alzo se agregó á esta union en el año de 1660, formando las cuatro una nueva hermandad para otros veinte; cuya concordia se renovó mediante escrituras otorgadas los años de 1681, 1743, 1762, 1782, 1802 y 1824. Ultimamente en fecha 19 de diciembre de 1844 se otorgó nueva escritura de union para veinte años entre Alegria, Alzo y Orendain sin Icazteguieta, la cual se agregó á ella en el de 1846. La union de Aizpurua está encabezada en 43 fuegos; delos que tocan á Alegria 11, á Alzo otros 11, á Orendain 13 y á Icazteguieta 8. Sus representantes en las juntas de la provincia ocupan el vigésimo cuarto lugar á la mano izquierda del corregidor.
(Gorosábel, 1862, pp. 8-9)